# Atelier Artiforte
Atelier Artiforte is een Nederlandse producent van verlichting. Het vergaarde in de jaren vijftig en zestig van de twintigste eeuw roem met modernistische ontwerpen van Kho Liang Ie. Het verdween in de jaren tachtig van het toneel, maar in 2021 is weer nieuw leven in het merk geblazen.
Atelier Artiforte is niet gerelateerd aan de meubelontwerpstudio Artifort.

## Geschiedenis
Lichtornamenten Atelier "Artiforte" startte in 1930 aan de Insulindestraat 218 in Rotterdam. Het bedrijf produceerde vooral op ambachtelijke wijze gemaakte elektrische verlichting. In de eerste jaren werden er vooral schemerlampen gemaakt met stoffen kappen. Oprichter J. Buchter schreef het bedrijf in bij de Kamer van Koophandel op 16 januari 1934.
Vanwege de Duitse nationaliteit van Buchter kwam het bedrijf na de Tweede Wereldoorlog onder bewind van Het Nederlandse Beheersinstituut. Op 3 september 1945 nam werknemer Hendrik (Henk) Fillekes het bedrijf over en zette het op 1 januari 1946 samen met Johan van Wierst voort als een Vennootschap onder firma.

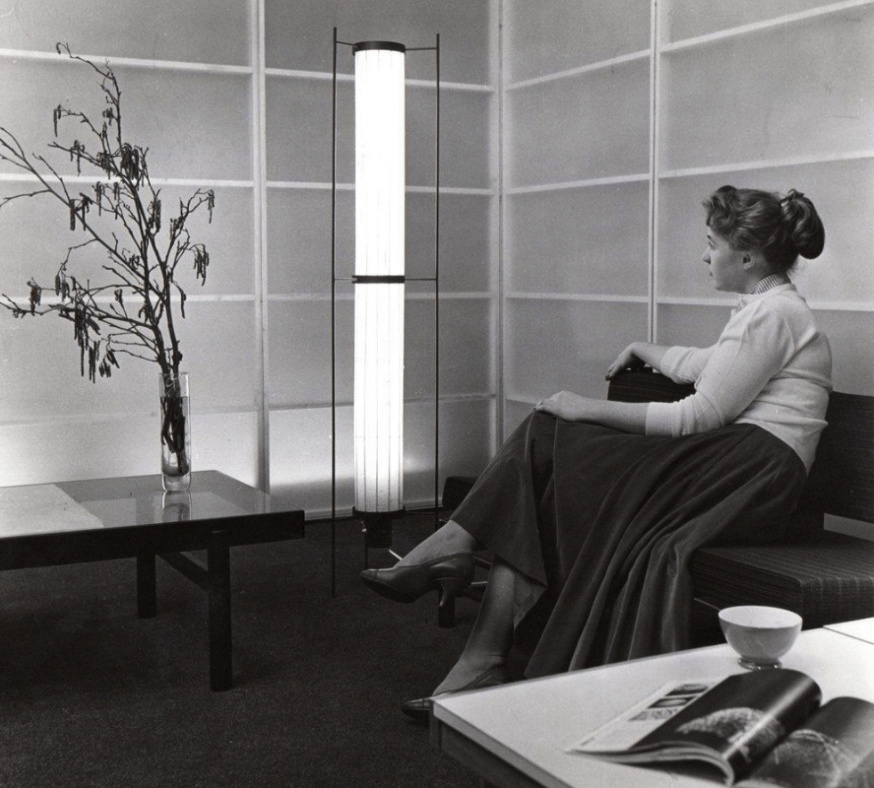
K46 Kho Liang Ie

Henk Fillekes was het creatieve brein en was verantwoordelijk voor de modernisering van het bedrijf in de jaren 1950 en 1960 wanneer ook Kho Liang Ie en Bauhausarchitect Johan Niegeman ontwerpen voor Atelier Artiforte. De stoffen lampenkappen maakten plaats voor lichte armaturen van metaal en plexiglas. De destijds moderne cocontechniek, waarbij een kunststofvezel op een raamwerk werd gespoten maakte de vormvrijheid groter. Vooral bij hanglampen werd deze techniek veelvuldig toegepast.
In februari 1962 verhuisde Atelier Artiforte naar de Kortebrantstraat 16 in Rotterdam waar in 1966 aan de overkant op no. 3 een expositieruimte van negentig vierkante meter werd geopend.
Atelier Artiforte adverteerde in die jaren vijftig en zestig van de 20e eeuw regelmatig in het tijdschrift van Stichting Goed Wonen. Dit tijdschrift publiceerde over de verlichting van Atelier Artiforte in onder andere de jaaroverzichten voor distributeurs en in edities die speciaal gewijd waren aan verlichting. 
In maart 1977 wonnen Atelier Artiforte en Fillekes een proces aangespannen tegen Verlichtingsindustrie Herda vanwege het op de markt brengen van een kopie van de wandlamp WL134 (een lamp met twee draaibare bogen).
Medio jaren 1980 werden de activiteiten van het bedrijf beëindigd na het overlijden van Henk Fillekes. De producten van het bedrijf zoals de Magneto en de K-46 blijven gewild en worden tegen hoge prijzen verkocht op veilingen en via vintage dealers.

## Herstart
In 2021 kwam de volledige collectie met historische ontwerpen in handen van RSGA Design dat het Rotterdamse bedrijf weer nieuw leven inblies.  Het bedrijf is tegenwoordig gevestigd te Amsterdam. Ondanks vele rechtsvormen die het bedrijf heeft ondergaan, is de handelsnaam immer Atelier Artiforte gebleven.

## Ontwerpers en modellen
- Henk Fillekes (1918–1983), Magneto Lamp, d1656 vloerlamp.[14] In 1972 ontwierp Fillekes de WL 134 wandlamp. Dit model bestaat uit een grote en kleine boog van verchroomde buizen die ten opzichte van elkaar en ten opzichte van de wand horizontaal draaibaar zijn, met aan de kleine boog een perspex scherm of kap.[15]
- Kho Liang Ie (1927–1975), K-46 'Arane-koker lamp' (1957)[16][17], ST-46 vloerlamp[18]
- Johan Niegeman (1902–1977), ST-84 Lamp[19]
- Aldo van den Nieuwelaar (1944–2010), TC-6 Cirkel Lamp

## Varia
Artifort is een merk dat zich richt op het ontwerp en bouw van meubels en interieur. Ondanks de gelijkenis van de naam met Atelier Artiforte en het feit dat Kho Liang Ie voor beide merken gewerkt heeft, is er geen verband bekend tussen deze twee merken.
Atelier Artiforte wordt samen met Anvia en Hala genoemd in "Holland in Vorm, vormgeving in Nederland 1945-1987" als fabrieken die kenmerkende metalen hang-, wand en vloerlampen in grote series op de markt brengen.